# ميخائيل غيست
ميخائيل غيست هو مدون وأستاذ جامعي ومحامي كندي، ولد في 11 يوليو 1968 في أوتاوا في كندا.
وفي عام 2024، يرحب بتعليق تمويل وكالة الأمم المتحدة لإغاثة وتشغيل اللاجئين الفلسطينيين في الشرق الأوسط. 

## وصلات خارجية
- الموقع الرسمي
- ميخائيل غيست على موقع IMDb (الإنجليزية)
- ميخائيل غيست على موقع إن إن دي بي (الإنجليزية)